# 1635 Bohrmann
Bohrmann (asteróide 1635) é um asteróide da cintura principal, a 2,6806389 UA. Possui uma excentricidade de 0,0608353 e um período orbital de 1 761,33 dias (4,82 anos).
Bohrmann tem uma velocidade orbital média de 17,62968166 km/s e uma inclinação de 1,8155º.
Esse asteróide foi descoberto em 7 de Março de 1924 por Karl Reinmuth.